# Jean Desfontaines
Jean Desfontaines (* um 1658; † nach 1752) war ein französischer Komponist und Gambist des Barock.

## Leben und Wirken
Jean Desfontaines war ein Schüler des Gambisten Monsieur de Sainte-Colombe (le vieux). Als in Paris wirkender Musiker hat Desfontaines möglicherweise nie eine offizielle Stellung bekleidet und war dennoch ein produktiver Meister. 
Desfontaines hinterließ ein umfangreiches Werk weltlicher Musik, wie seine Airs de Cour (Airs sérieux und Airs à boire), die in verschiedenen Sammelbänden des Verlegers Christophe Ballard (1641–1715) gedruckt wurden. Bekannt ist außerdem seine Kantate Narcisse und eine Pastorale Le Désespoir de Tircis, die mit der französischen Theatercompagnie von Jean Guillemay du Chesnay (Pseudonym Rosidor), nach Stockholm kam und in der Universitätsbibliothek Uppsala aufbewahrt wird.
Seine kirchlichen Kompositionen umfassen 192 Werke, die in zwölf Sammelbänden in der Bibliothèque nationale de France aufbewahrt werden. Die elf ersten Bände enthalten 150 Psalmen Davids, die teils recht umfangreich sind und bis zu 600 Takte umfassen können, sowie ein Magnificat anima mea. Der letzte Band enthält 41 Petits motets die auf liturgischen oder altlateinischen Texten beruhen.